# Sotavento

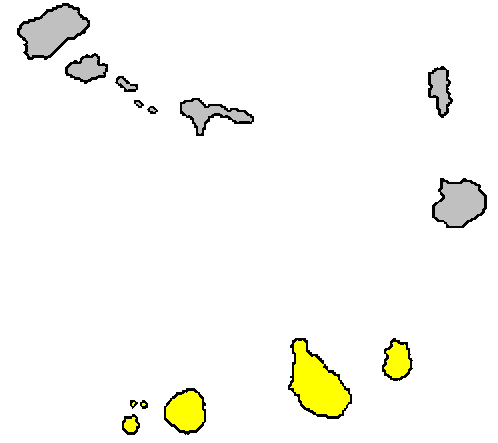
Mapa Kapverdských ostrovů, souostroví Sotavento je označeno žlutě

Sotavento je skupina ostrovů, které patří ke Kapverdám. Kapverdské ostrovy se dělí na dvě skupiny – Barlavento a Sotavento. Ostrovy Sotavento jsou jižní, závětrné ostrovy. Patří sem ostrovy Maio, Santiago, Fogo, Brava.
Všechny jsou vulkanického původu, ostrov Maio je geologicky starší, proto je plochý a z větší části zalesněný. Zbylé ostrovy jsou hornaté, na ostrově Fogo je nejvyšší bod Kapverd – Pico do Fogo. Vnitrozemí má členitý terén s vegetací, na pobřeží je většinou černý vulkanický písek.